# Street Survivors
Street Survivors je páté a na dlouhou dobu poslední studiové album americké southern rockové skupiny Lynyrd Skynyrd, vydané 17. října 1977, jen tři dny před ukončení činnosti kapely. 20. října 1977 se zřítilo letadlo se třemi členy skupiny (Ronnie Van Zant, Steve Gaines a Cassie Gaines), všichni zemřeli.

## Seznam skladeb

### Strana 1
1. "What's Your Name" (Rossington, Van Zant) – 3:30
2. "That Smell" (Collins, Van Zant) – 5:47
3. "One More Time" (Rossington, Van Zant) – 5:03
4. "I Know a Little" (Gaines) – 3:26

### Strana 2
1. "You Got That Right" (Gaines, Van Zant) – 3:44
2. "I Never Dreamed" (Gaines, Van Zant) – 5:21
3. "Honky Tonk Night Time Man" (Haggard) – 3:59
4. "Ain't No Good Life" (Gaines) – 4:36

## Sestava
- Ronnie Van Zant – zpěv
- Steve Gaines - kytara, doprovodný zpěv, zpěv
- Allen Collins – kytara
- Gary Rossington – kytara
- Billy Powell – klávesy
- Leon Wilkeson – baskytara, doprovodný zpěv
- Artimus Pyle – bicí
- The Honkettes (JoJo Billingsley, Cassie Gaines, Leslie Hawkins) – doprovodný zpěv